# Yazid III
Yazid ibn al-Walid III, född 701, död 744, var en kalif av umayyadernas dynasti.
Yazid regerade endast några månader och avled i pesten 744.